# La Chapelle-Felcourt
La Chapelle-Felcourt ist eine französische Gemeinde mit 45 Einwohnern (Stand 1. Januar 2022) im Département Marne in der Region Grand Est. Sie gehört zum Kanton Argonne Suippe et Vesle und zum Arrondissement Châlons-en-Champagne. 

## Lage
Sie ist umgeben von folgenden Nachbargemeinden:
| Valmy               |                                             | Gizaucourt                |
|                     | Kompassrose, die auf Nachbargemeinden zeigt | Voilemont, Élise-Daucourt |
| Saint-Mard-sur-Auve |                                             | Rapsécourt                |

## Bevölkerungsentwicklung
| Jahr                       | 1962 | 1968 | 1975 | 1982 | 1990 | 1999 | 2008 | 2018 |
| -------------------------- | ---- | ---- | ---- | ---- | ---- | ---- | ---- | ---- |
| Einwohner                  | 112  | 142  | 88   | 76   | 60   | 73   | 68   | 49   |
| Quellen: Cassini und INSEE |      |      |      |      |      |      |      |      |